# Charles Sanders Peirce
Charles Sanders Peirce (/pɜːrs/), född 10 september 1839 i Cambridge i Massachusetts, död 19 april 1914 i Milford i Pennsylvania, var en amerikansk filosof. 

## Biografi
Peirce betraktas som pragmatismens grundläggare. Han var även en framstående logiker och en av den matematiska logikens pionjärer. Han utvecklade den Booleska algebran och visade att denna kan uttryckas med en enda dyadisk operator. I satslogiken införde han konnektiven NAND och NOR och postulerade 1880 att vart och ett av dessa räckte för att ersätta de övriga konnektiven; ett påstående vars riktighet 1912 bekräftades av Henry Sheffer och dessa konnektiv användes av Bertrand Russell i det epokgörande verket Principia Mathematica.
Charles S. Peirce var son till den då högt respekterade matematikprofessorn Benjamin Peirce. Fadern hade stora förhoppningar på att sonen skulle välja en karriär inom matematik eller logik. I samband med en vistelse vid en internatskola blev Peirce intresserad av tyska filosofer som Schiller och Kant. Han beskriver många gånger hur framför allt Kant har influerat hans kommande filosofi. Matematik och logik blev under en tid perifera intressen, medan filosofin var av stor betydelse. Trots detta avlade han examen i kemi.
Familjen Peirce var nära bekant med familjen James som bodde i samma stadsdel. Pojkarna i familjen James, William och Henry, blev livslånga vänner till Charles. Gemensamma samtalsämnen när familjerna möttes var amerikanska naturfilosofer och Charles Darwin. Tillsammans med William James startade Peirce 1871 Metafysiska klubben som var en diskussionsgrupp för filosofer och vetenskapsmän. Där väcktes idéerna till den amerikanska pragmatismen. Dessa idéer kom ut i tryck första gången 1877 i artikeln "Att fixera tro" följd av artikeln "Hur våra idéer kan göras klara" 1878. Peirce nämner inte något om pragmatismen i dessa texter. Det var William James som i efterhand menade att Peirce hade lagt grunden för pragmatismen. William James, som själv var förespråkare för denna filosofiska riktning, utvecklade sin egen variant. För Peirce var pragmatismen en handlingsteori där våra handlingar skall förstås relaterade till tro (engelska belief) och mening. Han ansåg att James med flera populariserade pragmatismen och gav den en alltför vid betydelse. En tid valde Peirce att kalla sin version för pragmaticism.
Peirces första längre anställning var som fysiker vid ett statligt verk. Där ägnade han sin tid åt att förfina verkets mätmetoder och utveckla sina tankar om vetenskapsteori. Mycket av den vetenskapsteori som Popper företrädde var långt gångna tankar hos Peirce. Det var Peirce som införde termen fallibilism som senare har kommit att förknippas med Popper och den skolbildning han lade grunden för. För Peirce var fallibilismen en självklar underkategori till pragmatismen.
Den enda bok av Peirce som publicerades under hans livstid behandlade hans forskning inom astronomi. Som kemist var Peirce verksam under en kort tid men han tog mer än hundra patent på uppfinningar som framför allt var ett resultat av hans kunskaper inom kemi.
Den längsta anställning inom något universitet hade han vid Johns Hopkins University, där han undervisade i bland annat filosofi, logik och psykologihistoria. Under denna tid hade han elever som John Dewey (filosof och pedagog), Thorstein Veblen (filosof och samhällsvetare) och Josiah Royce (matematiker) vilka förde hans idéer vidare. Peirce led av trigeminusneuralgi, vilket medförde att han stundtals valde att dra sig undan. De sista åren av sitt liv levde han helt isolerat tillsammans med sin andra hustru. Han satt i ett vindsutrymme och skrev artiklar och texter till uppslagsverk. När Peirce hade avlidit sålde den ekonomiskt utblottade hustrun hans samlade texter (färdiga och ofärdiga) till Harvard University. Det hann dröja mer än två decennier efter hans död, innan dessa texter började bli uppmärksammade.
Förutom att Peirce är grundare av pragmatismen och har gjort sig ett namn inom vetenskapsteori och kunskapsteori har han även fått ett visst inflytande inom matematik och logik. Idag är han också känd för att ha utvecklat en teckenlära, semiotik, som också den var en underkategori till hans pragmatism.